# HD 15115
HD 15115 är en ensam stjärna belägen i den norra delen av stjärnbilden Valfisken. Den har en skenbar magnitud av ca 6,76 och kräver åtminstone en handkikare eller ett mindre teleskop för att kunna observeras. Baserat på parallax enligt Gaia Data Release 2 på ca 20,4 mas, beräknas den befinna sig på ett avstånd på ca 160 ljusår (ca 49 parsek) från solen. Den rör sig bort från solen med en heliocentrisk radialhastighet på ca 0,8 km/s. Den har föreslagits ingå i rörelsegruppen Beta Pictoris rörelsegrupp eller Tucana-Horologium-föreningen av stjärnor med gemensam egenrörelse. Det finns dock en viss osäkerhet om dess verkliga medlemskap.

## Egenskaper
HD 15115 är en gul till vit underjättestjärna av spektralklass F4 IV som anger att den är en åldrande stjärna som har förbrukat förrådet av väte i dess kärna och utvecklas bort från huvudserien. MacGregor et.al. (2015) klassificerar den dock som en ung huvudseriestjärna av spektralklass F2 V. Ålderuppskattningar ger ett värde av 500 miljoner år, medan medlemskap i rörelsegruppen Beta Pictoris skulle tyda på en ålder av ca 21 ± 4 miljoner.  
Den har en massa som är ca 1,2 solmassor, en radie som är ca 1,4 solradier och har ca 3,7 gånger solens utstrålning av energi från dess fotosfär vid en effektiv temperatur av ca 6 800 K.

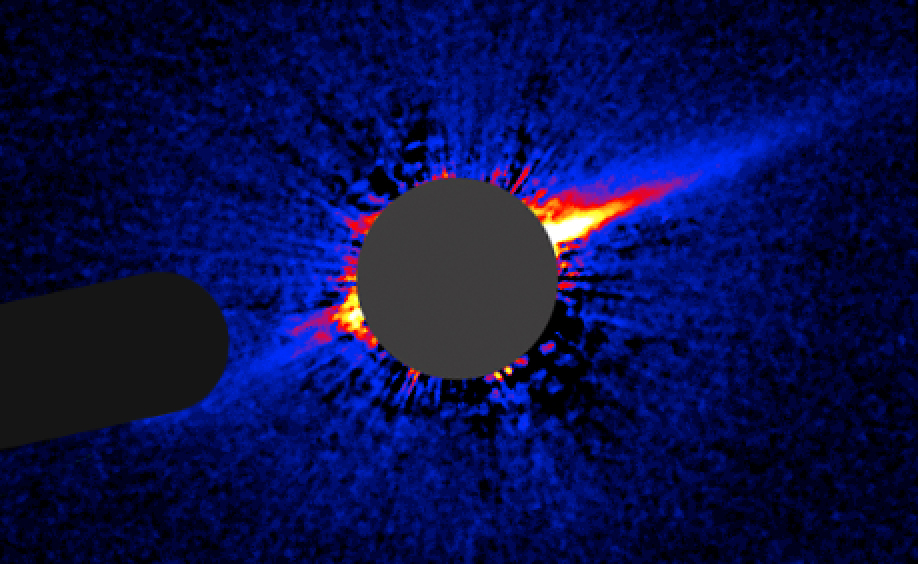
Stoftskiva kring den unga stjärnan HD 15115. Bild: NASA.

HD 15115 har visat sig ha en asymmetrisk omgivande stoftskiva, som från jorden ses nästan från kanten. Anledningen till asymmetrin tros vara antingen gravitationskraften hos en förbipasserande stjärna (HIP 12545), en exoplanet, eller interaktion med det lokala interstellära mediet. En visuell följeslagare av magnitud 11,35 låg med en vinkelseparation på 12,6 bågsekunder vid en positionsvinkel på 195°, år 2015.